# Coureau
Pour les articles ayant des titres homophones, voir Courau, Couraud et Domaine du Coureau.

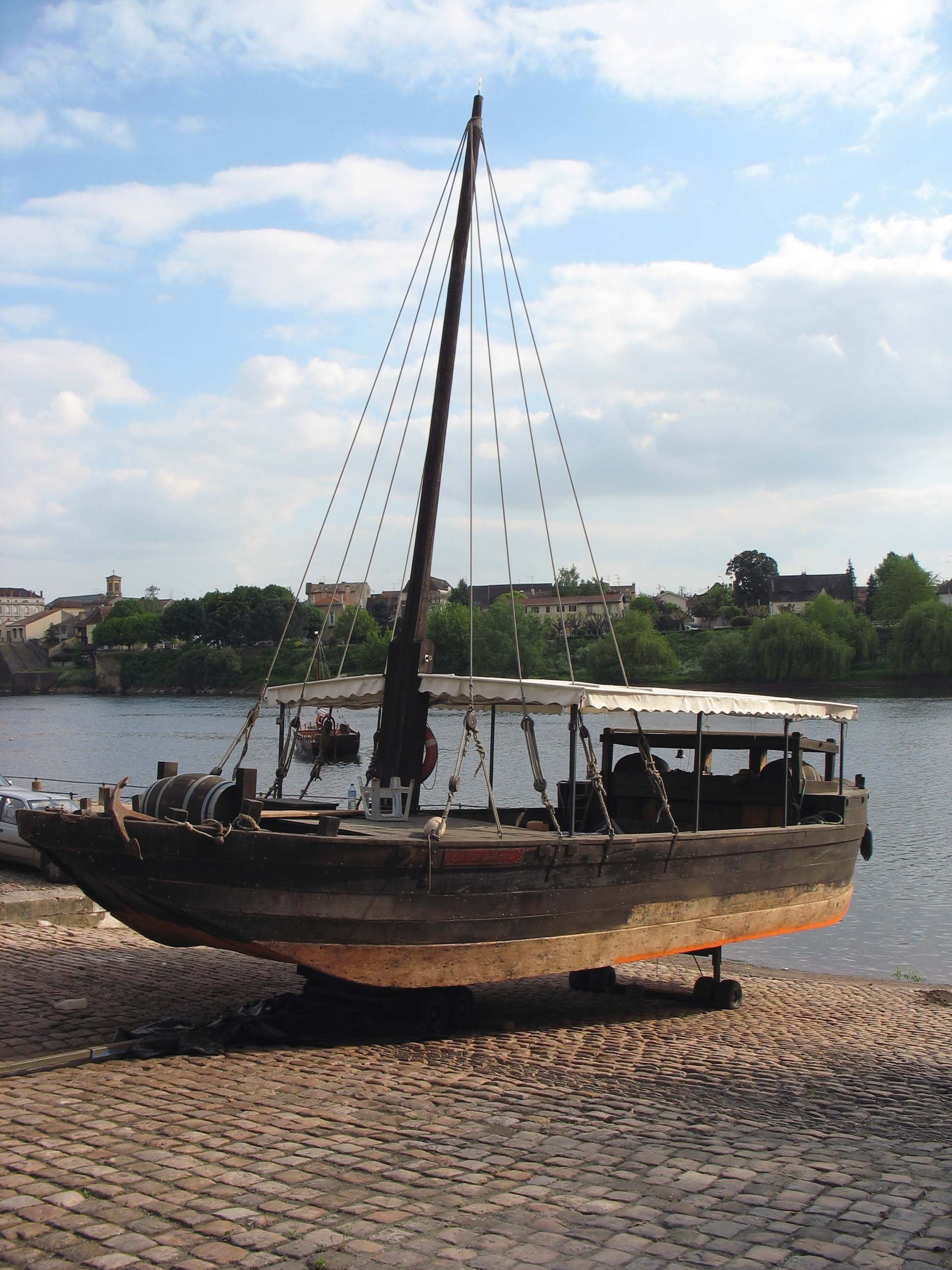
Coureau à Bergerac (Dordogne)

Un coureau (ou courreau, courau) est un type de gabare de transport traditionnelle de fret à fond plat originaire de la Gironde et de la Dordogne, gréé d'une voile au tiers ou d'une voile à corne, sur un mât à bascule lui permettant de passer sous les ponts.
C'est aussi le nom donné à certains chenaux maritimes, comme le coureau d'Oléron qui sépare l'île d'Oléron du continent.